# Midsommarelden i Karlovac
Midsommarelden i Karlovac (kroatiska: Ivanjski krijes u Karlovcu), lokalt kallad "Midsommarelden" (Ivanjski krijes), är en sedan år 1966 återkommande festival och midsommartradition i Karlovac i Kroatien. Den hålls årligen på midsommarafton då midsommareldar tänds på floden Kupa mellan stadsdelarna Banija och Gaza.

## Beskrivning och historia
Midsommareldarna omnämns i skrift för första gången år 1779 och platsen för midsommarbålen har varit den samma sedan dess. Den första midsommarelden i Karlovac tändes vid floden Kupas flodbank i området Struga i stadsdelen Gaza. Traditionen kopierades snart av invånarna i stadsdelen Banija på den motsatta flodbanken. Den gamla fiktiva rivaliteten mellan stadsdelarna på var sida om floden nådde därmed en ny nivå. Veckorna och dagarna innan midsommarafton stiger tävlingsandan mellan de båda stadsdelarna som försöker överträffa varandra genom att bygga den största, vackraste och mest varaktiga midsommarelden.
Traditionen att tända eldar vid sommarsolståndet, när dagen är som längst och solen står som högst på himlen, är mycket gammal och har observerats i Karlovac-området under århundraden. Enligt folktron symboliserade midsommareldarna solen och var ett försök att åberopa välsignelser för en riklig skörd. Midsommareldarna blev en symbol för båtkarlarna som fraktade spannmål längs med Kupa. Kornbåtarna är sedan länge ur bruk och kajerna längs med Kupa står tomma förutom på midsommarafton då de besöks av midsommarfirare och Kupas flodbanker lyses upp av stora midsommareldar.
Från år 1966 upphörde Kupas midsommareldar (som det kallades då) att vara en lokal festlighet som bara involverade två stadsdelar i Karlovac. Festligheterna som organiserades i samband med midsommarafton blev kända i ett större geografiskt område och sedan dess besöks festivalen av människor från hela Kroatien och världen. Ett stående inslag i evenemanget är musik- dans- och paraduppvisningar samt sportutövningar såsom dragkamp mellan "rivalerna" och stadsdelarna Banija och Gaza. Därtill bjuds besökarna på ett crescendo av fyrverkerier.